# 潘格特山
47°12′7″N 11°46′29″E / 47.20194°N 11.77472°E

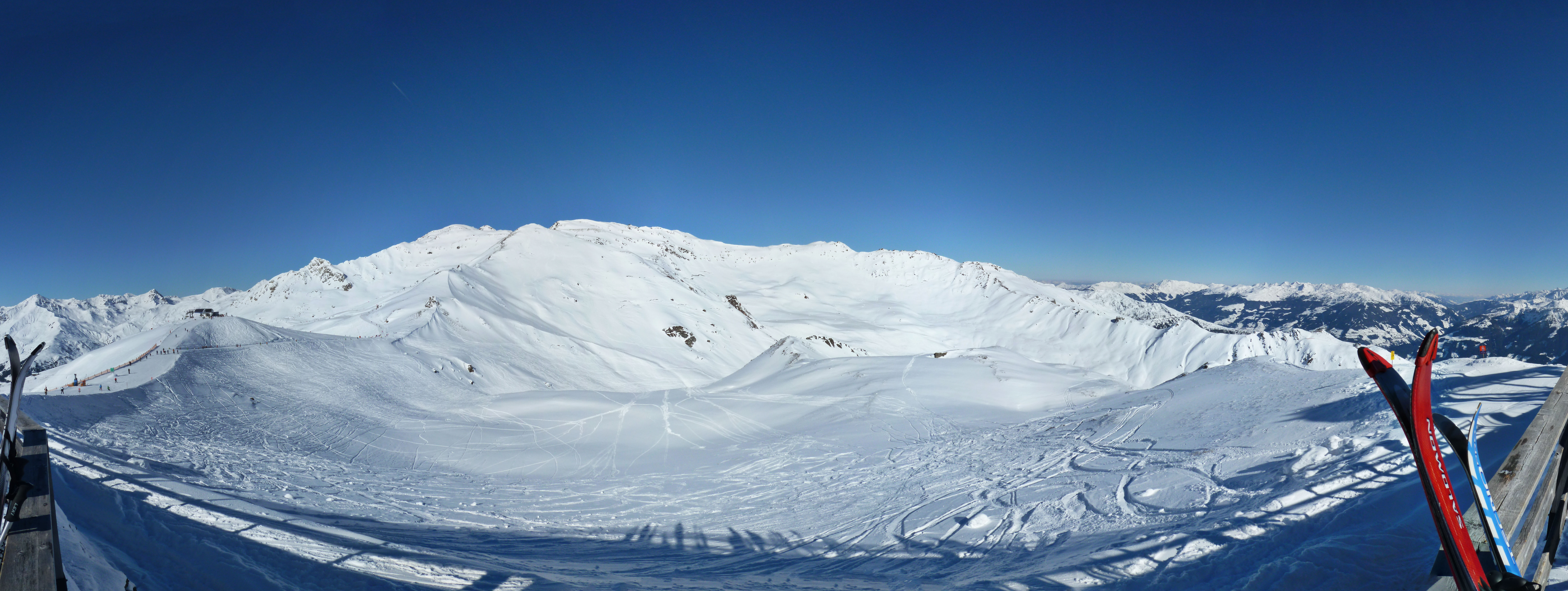

潘格特山（德語：Pangert），是奧地利的山峰，位於該國西部，由蒂羅爾州負責管轄，屬於圖克斯山的一部分，海拔高度2,550米，每年平均降雨量1,806毫米。